# Henryk z Bolzano
Henryk z Bolzano (ur. 1250 w Bolzano, we Włoszech, zm. 10 czerwca 1315 w Treviso) – włoski błogosławiony Kościoła katolickiego. Patron drwali. 

## Życiorys
Henryk z Bolzano urodził się w biednej rodzinie. Był analfabetą. Przeniósł się do Treviso, gdzie zajmował się pracą dorywczą i troszczył się o potrzebujących. Został pochowany w katedrze w Treviso. Kult błogosławionego potwierdził papież Benedykt XIV 23 lipca 1750.